# Corée aux Jeux olympiques
La Corée en tant que telle ne participe ordinairement pas aux Jeux olympiques, à l'exception de certains défilés de cérémonies ainsi qu'une équipe unifiée d'hockey-sur-glace féminine en 2018.

## Histoire
Avant la fin de la Seconde Guerre mondiale, la Corée est sous occupation japonaise, et les athlètes coréens concourent ainsi aux Jeux dans le cadre de la délégation japonaise. Son Ki-chong (ou Son Kitei en japonais) est le premier Coréen médaillé aux Jeux olympiques, lorsqu'il remporte la médaille d'or au marathon aux Jeux olympiques de 1936 à Berlin, la médaille de bronze revenant à son compatriote Nam Seung-yong (Nan Shoryu). Leurs médailles sont comptabilisées comme ayant été remportées par le Japon. 
Après la Seconde Guerre mondiale, la Corée est occupée par l'Union soviétique (au nord) et par les États-Unis (au sud), donnant naissance à deux États coréens séparés. La Corée du Sud (République de Corée) participe aux Jeux olympiques à partir de 1948, sous le nom de « Corée ». La Corée du Nord (République démocratique populaire de Corée) ne prend part aux Jeux qu'à partir de 1964.
À partir de 1998, le président sud-coréen Kim Dae-jung amorce la « politique du rayon de soleil » pour améliorer les relations avec son voisin du nord. Les délégations des deux Corée défilent ainsi ensemble, sous le drapeau de l'unification coréenne, lors de la cérémonie d'ouverture des Jeux d'été de 2000 et de 2004, et lors des Jeux d'hiver de 2006. Les athlètes concourent toutefois pour leurs délégations respectives et séparées. 

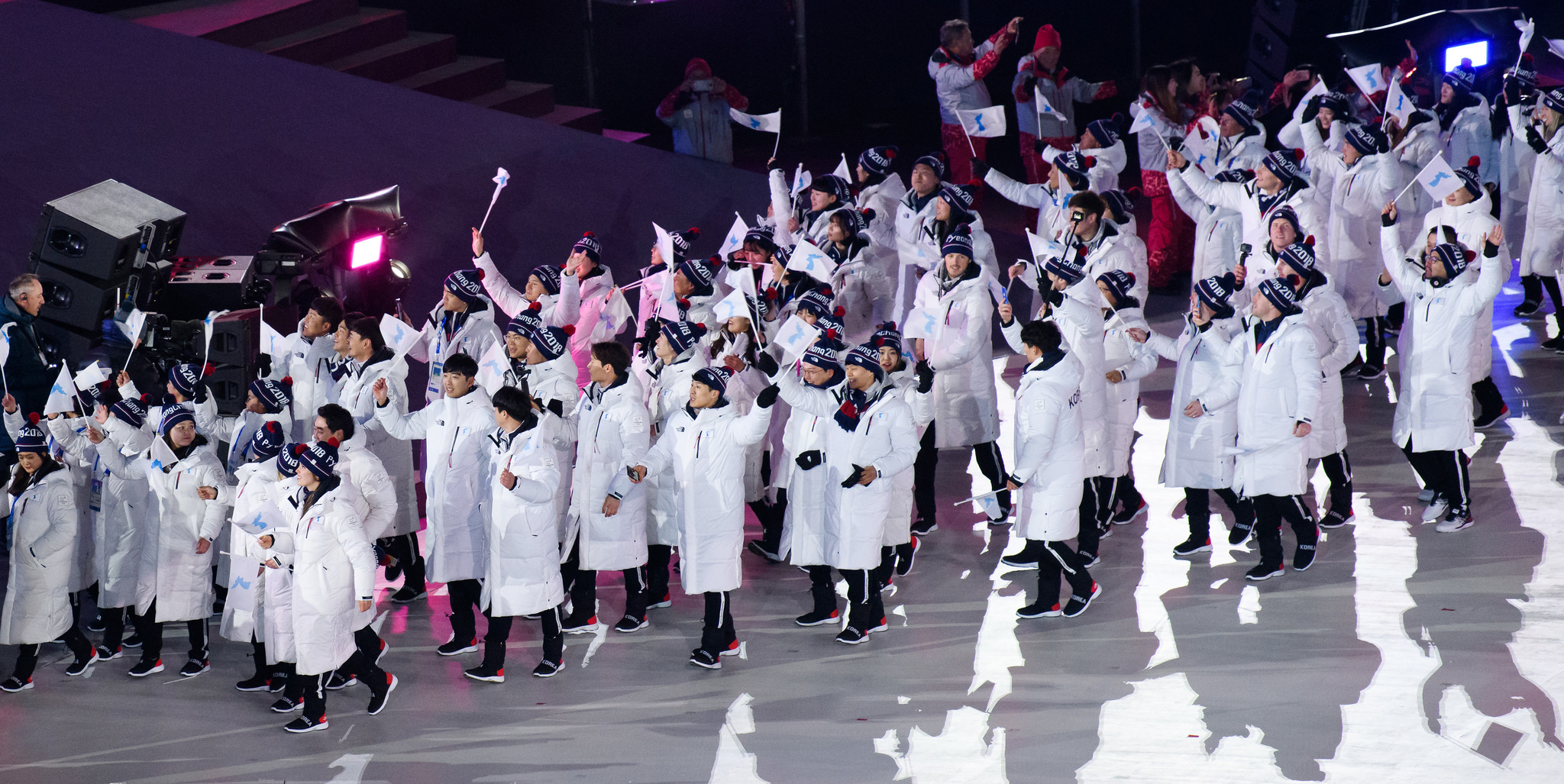
Athlètes nord et sud-coréens défilant ensemble sous le drapeau de l'unification, lors de la cérémonie d'ouverture des Jeux olympiques d'hiver de 2018, à Pyeongchang.

La Corée du Sud est le pays hôte des Jeux olympiques d'hiver de 2018, à Pyeongchang. Les deux pays s'accordent pour que leurs athlètes défilent une nouvelle fois ensemble sous le drapeau de l'unification. Avec l'accord du Comité international olympique (CIO), ils présentent une équipe féminine commune en hockey-sur-glace, les athlètes coréens concourant toutefois pour leurs délégations distinctes dans toutes les autres disciplines sportives. C'est la première fois qu'une équipe coréenne conjointe prend part aux Jeux olympiques ; cette équipe de hockey se voit ainsi assigner le code CIO « COR », le drapeau de l'unification coréenne, et l'hymne Arirang.
Le rapprochement diplomatique entre les gouvernements des deux Corée se poursuit après ces Jeux olympiques et paralympiques. En septembre 2018, à l'issue d'un sommet à Pyongyang entre le président sud-coréen Moon Jae-in et le dictateur nord-coréen Kim Jong-un pour discuter de la dénucléarisation de la péninsule coréenne, la déclaration commune des deux gouvernements annonce que le Sud et le Nord participeront « conjointement [aux] Jeux olympiques d'été de 2020, et [coopéreront] en vue d'une candidature commune pour accueillir ensemble les Jeux olympiques d'été de 2032 ».

## Résultats

### De 2000 à 2006
Voir les articles :
- Corée du Nord aux Jeux olympiques d'été de 2000
- Corée du Sud aux Jeux olympiques d'été de 2000
- Corée du Nord aux Jeux olympiques d'été de 2004
- Corée du Sud aux Jeux olympiques d'été de 2004
- Corée du Nord aux Jeux olympiques d'hiver de 2006
- Corée du Sud aux Jeux olympiques d'hiver de 2006

### 2018
Pour les épreuves autres que le hockey-sur-glace, voir les articles :
- Corée du Nord aux Jeux olympiques d'hiver de 2018
- Corée du Sud aux Jeux olympiques d'hiver de 2018

L'équipe de hockey a pour code olympique les lettres COR (contre KOR pour la Corée du Sud dans les autres disciplines, et PRK pour la Corée du Nord dans les autres disciplines). En cas de médaille pour cette équipe de hockey, le drapeau de l'unification coréenne et l'hymne Arirang seraient utilisés. L'équipe perd toutefois ses trois matchs de poule, avec un but marqué contre vingt encaissés, et n'atteint donc pas les quarts de finale.
| Clt   | Équipe | PJ | V | VP | D | DP | BP | BC | Diff | Pts |
| ----- | ------ | -- | - | -- | - | -- | -- | -- | ---- | --- |
| +001, | Suisse | 3  | 3 | 0  | 0 | 0  | 13 | 2  | +11  | 9   |
| +002, | Suède  | 3  | 2 | 0  | 1 | 0  | 11 | 3  | +8   | 6   |
| +003, | Japon  | 3  | 1 | 0  | 2 | 0  | 6  | 6  | 0    | 3   |
| +004, | Corée  | 3  | 0 | 0  | 3 | 0  | 1  | 20 | -19  | 0   |

- Qualifié pour les quarts de finale
- Reversé dans les matchs de classement pour la 5e place

| 10 février 2018 | Suisse | 8-0 (3-0, 3-0, 2-0) | Corée | Centre de hockey de Kwandong 3 606 spectateurs |

| Feuille de match | Feuille de match | Feuille de match                | Feuille de match | Feuille de match                                                                                    |
| ---------------- | --- | ------------------------------- | ---------------- | --------------------------------------------------------------------------------------------------- |
|                  | Müller (S. Benz) — 10 min 23 s (IN) Müller (S. Benz, Stalder) — 11 min 24 s Müller (S. Benz, Meier) — 19 min 48 s Müller — 21 min 26 s Staenz (Raselli, Rüedi) — 22 min 21 s Staenz (Raselli) — 37 min 19 s Stalder (Meier, Müller) — 49 min 42 s (SN) Stalder (Müller, Meier) — 51 min 48 s | 1-0 2-0 3-0 4-0 5-0 6-0 7-0 8-0 |                  | Arbitrage : Dina Allen et Gabrielle Ariano Lortie Juges de lignes : Jessica Leclerc et Justine Todd |
| Schelling        | Gardiens | Shin                            |                  | Arbitrage : Dina Allen et Gabrielle Ariano Lortie Juges de lignes : Jessica Leclerc et Justine Todd |
| 12 min           | Pénalités | 6 min                           |                  | Arbitrage : Dina Allen et Gabrielle Ariano Lortie Juges de lignes : Jessica Leclerc et Justine Todd |
| 52               | Tirs | 8                               |                  | Arbitrage : Dina Allen et Gabrielle Ariano Lortie Juges de lignes : Jessica Leclerc et Justine Todd |

| 12 février 2018 | Suède | 8-0 (4-0, 1-0, 3-0) | Corée | Centre de hockey de Kwandong 4 244 spectateurs |

| Feuille de match | Feuille de match | Feuille de match                | Feuille de match | Feuille de match                                                                                              |
| ---------------- | --- | ------------------------------- | ---------------- | --- |
|                  | Persson (Alasalmi) — 4 min Lundberg (Rask, Grahm) — 9 min 47 s Fällman (Rask, Küller) — 10 min 17 s U. Johansson (L. Johansson) — 17 min 4 s Winberg (Lundberg, Alasalmi) — 24 min 8 s Nordin — 41 min 9 s Winberg (Grahm, Nordin) — 41 min 45 s Rebecca Stenberg (Winberg) — 45 min 34 s | 1-0 2-0 3-0 4-0 5-0 6-0 7-0 8-0 |                  | Arbitrage : Gabrielle Ariano Lortie et Drahomira Fialova Juges de lignes : Johanna Tauriainen et Justine Todd |
| Grahn            | Gardiens | Shin                            |                  | Arbitrage : Gabrielle Ariano Lortie et Drahomira Fialova Juges de lignes : Johanna Tauriainen et Justine Todd |
| 8 min            | Pénalités | 6 min                           |                  | Arbitrage : Gabrielle Ariano Lortie et Drahomira Fialova Juges de lignes : Johanna Tauriainen et Justine Todd |
| 50               | Tirs | 19                              |                  | Arbitrage : Gabrielle Ariano Lortie et Drahomira Fialova Juges de lignes : Johanna Tauriainen et Justine Todd |

| 14 février 2018 | Corée | 1-4 (0-2, 1-0, 0-2) | Japon | Centre de hockey de Kwandong 4 110 spectateurs |

| Feuille de match | Feuille de match                    | Feuille de match    | Feuille de match | Feuille de match                                                                                       |
| ---------------- | ----------------------------------- | ------------------- | --- | --- |
|                  | - Griffin (Park Yo) — 29 min 31 s - | 0-1 0-2 1-2 1-3 1-4 | Kubo (H. Toko, Ukita) — 1 min 7 s Ono (Shishiuchi, Koike) — 3 min 58 s (SN) - Koike (Hosoyamada, Yoneyama) — 51 min 42 s (SN) Ukita — 58 min 33 s (CV) | Arbitrage : Drahomira Fialova et Nicole Hertrich Juges de lignes : Jessica Leclerc et Zuzana Svobodova |
| Shin             | Gardiens                            | Konishi             | | Arbitrage : Drahomira Fialova et Nicole Hertrich Juges de lignes : Jessica Leclerc et Zuzana Svobodova |
| 6 min            | Pénalités                           | 4 min               | | Arbitrage : Drahomira Fialova et Nicole Hertrich Juges de lignes : Jessica Leclerc et Zuzana Svobodova |
| 13               | Tirs                                | 44                  | | Arbitrage : Drahomira Fialova et Nicole Hertrich Juges de lignes : Jessica Leclerc et Zuzana Svobodova |